# Vitória da Conquista
Vitória da Conquista é um município brasileiro no interior e sudoeste do estado da Bahia. Sua população, segundo estimativa de 2024 do Instituto Brasileiro de Geografia e Estatística (IBGE), foi de 394 024 habitantes, o que faz dela o terceiro maior município do estado, atrás apenas de Salvador e Feira de Santana, e o 15° do Nordeste. É uma das trinta cidades que integram a Região Imediata de Vitória da Conquista que, por sua vez, é uma das cinco regiões imediatas que integram a Região Intermediária de Vitória da Conquista. Sendo também um dos 24 municípios integrantes do Território de Identidade Sudoeste Baiano proposto pela Superintendência de Estudos Econômicos e Sociais da Bahia.
Conquista, como é comumente conhecida, possui um dos maiores PIBs e que mais crescem no interior da região Nordeste, sendo o sexto maior PIB baiano, com mais de 7 bilhões em 2018. É considerada a segunda melhor cidade do Nordeste para se viver, segundo os parâmetros do Índice dos Desafios da Gestão Municipal (IDGM) de 2021.
Está entre as cidades mais frias da região Nordeste do Brasil, tendo registrado temperaturas inferiores a 5 °C no inverno e 13,4 °C em pleno verão, e por esse motivo é apelidada, juntamente com Piatã, de "Suíça Baiana". Ambas dividem o posto de cidade mais fria da Bahia.
É a capital regional de uma área que abrange aproximadamente oitenta municípios baianos e dezesseis no norte de Minas Gerais, o que totaliza uma população de mais de dois milhões de habitantes. Tem uma altitude média de 923 metros nas escadarias da Catedral Metropolitana, atingindo os 1 100 metros nas partes mais altas. Possui uma área de 3 254,186km².
Vitória da Conquista concentra os fluxos de uma vasta região que abarca uma rede de cidades estendida até Barreiras, no oeste do estado, enquanto Feira de Santana lidera outra vasta região, de menor tamanho, porém mais densa em produção.
É neste sentido que a cidade tem despontado como capital regional, conforme a metodologia apresentada pelos estudos de "Regiões de Influência das Cidades" (REGIC), atuando não só como entreposto comercial, mas também como fornecedora de serviços de saúde e educação superior. Desse modo, a cidade desempenha um papel essencial no processo de circulação de riquezas em sua região, determinando a forma como ela se insere no circuito de circulação do capital.
A cidade detém Festival de Inverno Bahia, evento de inverno oficial da Rede Bahia, afiliada da Rede Globo de Televisão na Bahia.      É um dos maiores festivais de música do interior do Brasil.

## História

### Povos indígenas
O território onde hoje está localizado o Município de Vitória da Conquista foi habitado pelos povos indígenas mongoiós, ymborés (ou aimorés) e, em menor escala, os pataxós. Os aldeamentos se espalhavam por uma extensa faixa, conhecida como Sertão da Ressaca, que vai das margens do alto Rio Pardo até o médio Rio das Contas.
Os mongoiós, aimorés e pataxós pertenciam ao mesmo tronco: macro-jê. Cada um deles tinha sua língua e seus ritos religiosos. Os mongoiós costumavam fixar-se numa determinada área, enquanto os outros dois povos circulavam mais ao longo do ano.
Os aimorés, também conhecidos como botocudos, tinham pele morena e o hábito de usarem um botoque de madeira nas orelhas e lábios - daí a denominação "botocudo". Gostavam de pintar o corpo com extratos de urucum e jenipapo. Eram guerreiros temidos, viviam da caça e da pesca e dividiam o trabalho de acordo com o gênero, cabendo às mulheres o cuidado com os alimentos. Os homens ficavam responsáveis pela caça, pesca e a fabricação dos utensílios a serem utilizados nas guerras.
Já os pataxós não apresentavam grande porte físico. Fala-se de suas caras largas e feições grosseiras. Não pintavam os corpos. A caça era uma de suas principais atividades. Também praticavam a agricultura. Há pouca informação a respeito dos Pataxós.
Os relatos afirmam que os mongoiós era donos de uma beleza física e uma elegância nos gestos que os distinguiam dos demais. Tinham o hábito de depilar o corpo e de usar ornamentos feitos de penas, como os cocares. Praticavam o artesanato, a caça e a agricultura. O trabalho também era divido de acordo com os gêneros. As mulheres mongoiós eram tecelãs. A arte, com caráter utilitário, tinha importância para esse povo. Eles faziam cerâmicas, bolsas e sacos de fibras de palmeira que se destacavam pela qualidade. Os mongoiós eram festivos, tinham grande respeito pelos mais velhos e pelos mortos.
Aimorés, pataxós e mongoiós travaram várias lutas entre si pela ocupação do território. O sentido dessas lutas, porém, não estava ligado à questão da propriedade da terra, mas à sobrevivência, já que a área dominada era garantia de alimento para a comunidade.
Os relatos mais precisos sobre os indígenas, os colonizadores, a botânica e os animais que aqui viviam no período da colonização foram feitos pelo Princípe Maximiliano de Wied Neuwied ou Prinz Maximilian Alexander Philipp von Wied-Neuwied, naturalista e botânico alemão, no livro "Viagem ao Brasil", no trecho "Viagem das Fronteiras de Minas Gerais ao Arraial de Conquista", quando aqui passou em março de 1817.
Estudos da UESB afirmam que os indígenas de Vitória da Conquista se estabeleceram em comunidades próximas à atual cidade, como a do Boqueirão, próxima ao distrito de José Gonçalves e Ribeirão do Paneleiro, perto do bairro Bruno Bacelar. Locais como como 'Riachão'. Região de mata fechada, esconderijo de  várias etnias, vindo a ser desmembrado de Vitória da Conquista anos atrás, que depois se tornou a cidade de Caatiba.
Os indígenas tinham suas características peculiares, muitos eram quase pretos, altos e muito ferozes e outros eram claros de cor, quase alourada conforme narra a história do lugar. Hoje, se carrega pouco nas memórias dos seus filhos a identidade e resistência de um povo que viu os seus ancestrais serem massacrados na luta contra a invasão dos seus territórios e, como consequência de serem submetidos a um cruel processo civilizatório que contribuiu gradativamente com a perda da identidade cultural daquele povo. 
Como relata os próprios indígenas da região, muitos passaram a esconder suas origens, e um processo de mestiçagem já se havia iniciado, com os relacionamentos conjugais europeus e indígenas, enfraquecendo assim as etnias, um verdadeiro processo de etnocídio, e a divulgação de um mito de que todos os ameríndios foram exterminados durante o processo de colonização. A forma de construir as casas destas comunidades, a plantação de milho e mandioca, a produção de artesanato nos dias atuais são indícios dessa ancestralidade indígena. A realidade que não dá para fugir foi o processo de miscigenação entres esses povos.

### Colonização e conflitos com os indígenas

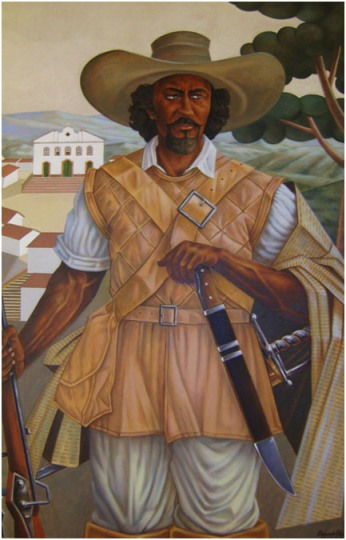
João Gonçalves da Costa, o sertanista que conquistou o Sertão da Ressaca

O início da colonização da região de Vitória da Conquista está ligada à procura por metais preciosos em novos locais, por sertanistas vindos de Minas Gerais e de Rio de Contas, e ao esforço do governo colonial de estabelecer ligações entre o litoral e o sertão.
Em 1752, partiu do litoral o sertanista João Gonçalves da Costa, natural de Chaves (Portugal), acompanhado de seu sogro João da Silva Guimarães, do filho Raimundo Gonçalves da Costa e Antônio Dias de Miranda. Eles seguiram o curso do Rio Pardo e alcançaram a região em que hoje está Vitória da Conquista. Depois de esforços inúteis para conquistar pacificamente os indígenas locais, João da Silva Guimarães obteve do Rei de Portugal a permissão de guerreá-los, para evitar os constantes ataques às novas povoações que se desenvolviam nas margens dos rios Paraguaçu e Pardo.
Em 1752, ocorreu uma das batalhas mais notáveis da história de Vitória da Conquista, entre os soldados luso-brasileiros, liderados por João Gonçalves da Costa, e os indígenas. Com os soldados sem forças, João Gonçalves teria prometido a Nossa Senhora das Vitórias erguer uma igreja naquele local caso vencesse a batalha e essa promessa estimulou os soldados, que venceram os indígenas.
Em 1783, João Gonçalves da Costa cumpriu a promessa e ergueu uma capela em louvor a Nossa Senhora das Vitórias, em cujos arredores se formou a povoação de Vitória (atual cidade de Vitória da Conquista).
A conquista da região de Vitória da Conquista por portugueses e brasileiros, tendo como consequência a expulsão e morte de indígenas, se prolongou pela segunda metade do século XVIII e primeiros anos do século XIX. Os primeiros indígenas enfrentados foram os aimorés e, em seguida, os mongoiós, que se aliaram aos aimorés, antigos rivais, contra os colonizadores.
Aos poucos, a região do Planalto da Conquista foi ocupada por forasteiros, sertanejos e litorâneos, entre comerciantes, tropeiros, vaqueiros e artesãos. A economia da região originalmente era baseada na pecuária.
A História nos relata que no período de 1803 e 1806, os colonizadores e os indígenas alternavam momentos de paz e animosidade.
Os mongoiós, sempre valentes guerreiros, continuavam a sofrer e não esqueciam as derrotas passadas perante os colonizadores e preparavam vinganças, mesmo depois de firmar acordo de paz. Passaram então a usar de um artifício para emboscar e matar os colonizadores estabelecidos no povoado. A estratégia consistia em convidar os colonizadores a conhecerem pássaros e animais selvagens nas matas próximas à atual Igreja Matriz, provavelmente as matas do Poço Escuro, atualmente uma reserva florestal. Ao embrenhar na mata o índio então com ajuda de outros, já dentro da mata emboscava e matava o homem branco, desaparecendo com o corpo. Isto de modo sucessivo, até que um colono, após luta corporal, conseguiu fugir e avisar às autoridades estabelecidas e demais colonos qual foi o destino de tantos homens desaparecidos. Do mesmo modo se estabeleceu uma vingança por parte dos colonos contra tamanha ousadia. Foram então os indígenas chamados a participar de uma festa e quando se entregavam à alegria foram cercados de todos os lados e quase todos mortos. Depois disto os indígenas embrenharam-se nas matas e o arraial conseguiu repouso e segurança. Este episódio passou a se chamar de o "banquete da morte".

### Conquista emancipada
A Lei provincial n° 124, de 19 de maio de 1840, elevou o arraial de Vitória à categoria de vila e freguesia, com o nome de Imperial Vila de Vitória, com território desmembrado de Caetité, sendo instalada em 9 de novembro do mesmo ano, data em que se comemora o aniversário do município. Nessa época, a economia conquistense era baseada, além da pecuária, no algodão, extração de óleo de copaíba e agricultura de subsistência, usando-se da mão-de-obra do negro escravizado.
Juridicamente, o Município de Vitória da Conquista esteve ligado a Minas do Rio Pardo, depois, em 1842, ficou sob a jurisdição da Comarca de Nazaré. Por Decreto N.º 1,392, de 26 de abril de 1854, passou a termo anexo à Comarca de Maracás e, posteriormente, à Comarca de Santo Antônio da Barra (atual Condeúba), até 1882, quando se transformou em Comarca.
Um ato estadual de 1° de julho de 1891 elevou a Imperial Vila de Vitória à categoria de cidade, com o nome "Conquista".
Em 1920, Conquista era considerada uma cidade grande, com um comércio que se destacava com a venda de produtos agrícolas e pecuários não apenas para a população local, mas também para outros municípios. Na década de 1940, a construção de uma rodovia ligando Bom Jesus da Lapa a Ilhéus intensificou o comércio e o crescimento populacional.
O Decreto-Lei Estadual n° 141, de 31 de dezembro de 1943, alterou o nome do município de Conquista para Vitória da Conquista.

#### Desenvolvimento

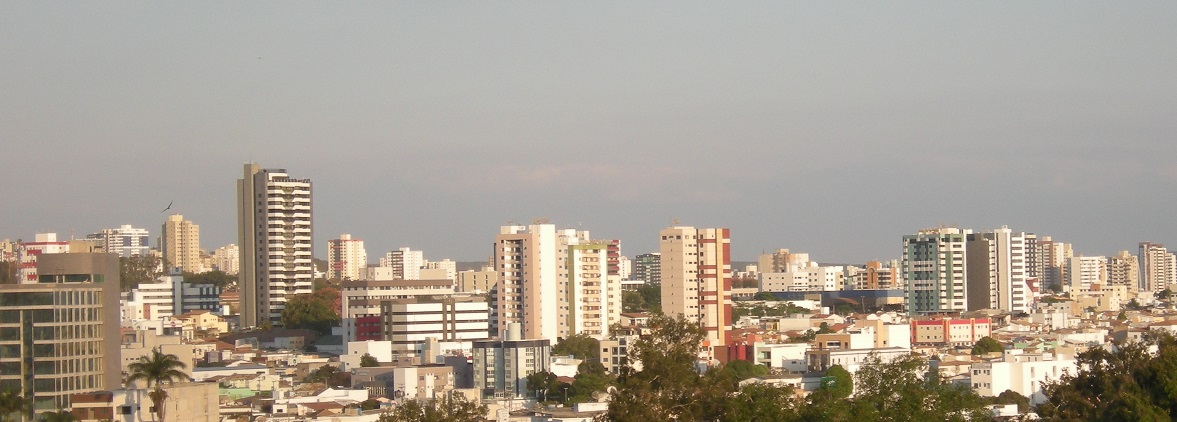
Vitória da Conquista em 2014

A abertura da Rodovia Rio-Bahia, inaugurada em 1963, impulsionou o crescimento de Vitória da Conquista. A cidade recebeu um grande número de migrantes, vindos do Sudeste e Nordeste do Brasil.
A região de Vitória da Conquista, que compreende também os municípios de Barra do Choça, Planalto e Poções, devido à localização em uma altitude próxima de 1 000 m acima do nível do mar e por não ter geadas, sempre foi uma produtora de café. Entretanto, a partir do ano de 1975, esta cultura agrícola foi incrementada com financiamentos subsidiados pelos bancos oficiais, passando a região a ser a maior produtora do Norte e Nordeste do Brasil.
A partir do final dos anos 1980, o município realça sua característica de polo de serviços. A educação, a rede de saúde e o comércio se expandem, tornando a cidade a terceira economia do interior baiano. Esse polo variado de serviços atrai a população dos municípios vizinhos. Paralelamente à expansão da lavoura cafeeira, um polo industrial passou a se formar em Vitória da Conquista, com a criação do Centro Industrial dos Ymborés. Nos anos 1990, os setores de cerâmica, mármore, óleo vegetal, produtos de limpeza, calçados e estofados entram em plena expansão.
O ano de 2007 foi considerado o marco inicial de um novo ciclo na agricultura regional, fundamentado no plantio de cana-de-açúcar, para produção sobretudo de etanol, e no plantio de eucalipto, destinado à produção de carvão para a indústria siderúrgica do Norte de Minas Gerais, essências e madeira serrada que substituíra a madeira de lei nativa, cada vez mais escassa. 
As microindústrias, instaladas por todo o Município, geram trabalho e renda. Estas indústrias produzem de alimentos a cofres de segurança, passando por velas, embalagens e movelaria, além de um pequeno setor de confecções.
A educação é um dos principais eixos de desenvolvimento deste setor. A abertura do Ginásio do Padre Palmeira formou os professores que consolidaram a Escola Normal, o Centro Integrado Navarro de Brito, além das primeiras escolas privadas criadas no Município. A abertura da Faculdade de Formação de Professores, em 1969, respondeu à demanda regional por profissionais melhor formados para o exercício do magistério. A partir da década de 1990, a Universidade Estadual do Sudoeste da Bahia multiplicou o número de cursos oferecidos. Também nessa década, surgiram três instituições privadas de ensino superior.
O setor de saúde ganhou novas dimensões. Antigos hospitais foram aperfeiçoados, clínicas especializadas foram abertas e a Rede Municipal de Saúde se tornou, a partir de 1997, referência para todo o País. Esse fato criou condições para que toda a região pudesse se servir de atendimento médico-hospitalar compatível com o oferecido em grandes cidades.
Hoteleiros, empresários, comerciantes atacadistas e profissionais liberais formam os segmentos que, junto com a Educação e a Saúde, fizeram a infraestrutura da cidade abarcar, além de migrantes, a população flutuante que circula na cidade diariamente.
O desenvolvimento da cidade também é atestado pelos índices econômicos e sociais. O Índice de Desenvolvimento Econômico subiu do 11º lugar no ranking baiano, em 1996, para 9º, em 2000. O Índice de Desenvolvimento Social deu um salto: subiu do 24º para o 6º lugar. O IDH - Índice de Desenvolvimento Humano também saltou do 30º lugar em 1991 para 18º em 2000. Dos 20 melhores IDHs baianos, Vitória da Conquista foi o que mais melhorou.
Atualmente também está em tramitação na Assembleia Legislativa o projeto de lei 101/2011, de autoria do deputado Marcelino Galo (PT), que cria a Região Metropolitana de Vitória da Conquista, com a possível denominação de Região Metropolitana do Sudoeste da Bahia.

## Geografia

### Relevo

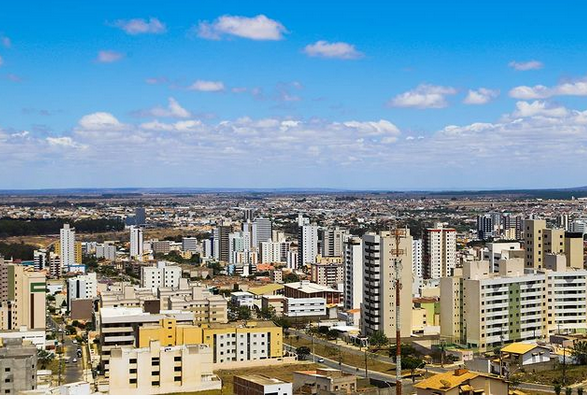
A cidade em 2022

Seu relevo é geralmente pouco acidentado na parte mais elevada, suavemente ondulado, com pequenas elevações de topos arredondados. Seus vales são largos, desproporcionais aos finos cursos d'água que aí correm, de fundo chato e com cabeceiras em forma de anfiteatro. Ocorrem no platô elevações geralmente de encostas suaves (embora existam aquelas com encostas íngremes), que podem atingir 1.000m ou mais. A Serra do Periperi, por exemplo, localizada a Norte/Noroeste do núcleo urbano de Vitória da Conquista, tem cota máxima de de 1.110 metros e mínima de 1.000m, enquanto que seu entorno próximo apresenta altitudes que variam de 830 a 950 metros.[carece de fontes?]
Outros exemplos de altitudes acima de 1.000 metros são verificáveis em "Duas Vendas" (município de Planalto) adiante da "Fazenda Salitre" (em Poções), em terrenos íngremes, e a "Serra da Ouricana" - uma das serras localmente conhecida como "Serra Geral"-, em Poções e Planalto. A medida que as altitudes caem e que se aproxima das encostas, o relevo torna-se fortemente ondulado.

### Clima
| Maiores acumulados de precipitação em 24 horas registrados em Vitória da Conquista por meses (INMET) | Maiores acumulados de precipitação em 24 horas registrados em Vitória da Conquista por meses (INMET) | Maiores acumulados de precipitação em 24 horas registrados em Vitória da Conquista por meses (INMET) | Maiores acumulados de precipitação em 24 horas registrados em Vitória da Conquista por meses (INMET) | Maiores acumulados de precipitação em 24 horas registrados em Vitória da Conquista por meses (INMET) | Maiores acumulados de precipitação em 24 horas registrados em Vitória da Conquista por meses (INMET) |
| Mês                                                                                                  | Acumulado                                                                                            | Data                                                                                                 | Mês                                                                                                  | Acumulado                                                                                            | Data                                                                                                 |
| --- | --- | --- | --- | --- | --- |
| Janeiro                                                                                              | 105,6 mm                                                                                             | 04/01/2018                                                                                           | Julho                                                                                                | 19,8 mm                                                                                              | 28/07/2000                                                                                           |
| Fevereiro                                                                                            | 95,3 mm                                                                                              | 15/02/2007                                                                                           | Agosto                                                                                               | 100,9 mm                                                                                             | 25/08/1986                                                                                           |
| Março                                                                                                | 106,2 mm                                                                                             | 25/03/2004                                                                                           | Setembro                                                                                             | 70,5 mm                                                                                              | 25/09/1977                                                                                           |
| Abril                                                                                                | 55,2 mm                                                                                              | 21/04/2023                                                                                           | Outubro                                                                                              | 84,1 mm                                                                                              | 11/10/1995                                                                                           |
| Maio                                                                                                 | 43 mm                                                                                                | 27/05/2005                                                                                           | Novembro                                                                                             | 99,8 mm                                                                                              | 22/11/2004                                                                                           |
| Junho                                                                                                | 92 mm                                                                                                | 01/06/2024                                                                                           | Dezembro                                                                                             | 129,6 mm                                                                                             | 02/12/1998                                                                                           |
| Período: 11/12/1975-presente                                                                         | | | | | |

Vitória da Conquista tem um clima tropical de altitude (tipo Cwa, segundo a classificação climática de Köppen-Geiger). Por causa de sua elevação, com altitude média de 923 metros (chegando a mais de 1 100 m nos bairros mais altos) e de seu clima mais ameno do que a média do Nordeste, divide, juntamente a Piatã, o título de "Suíça Baiana", registrando temperaturas inferiores a 10 °C em alguns dias do ano - comparável a outras cidades altas da Chapada Diamantina, Barra da Estiva, Mucugê, Maracás e Ibicoara.
O verão é moderadamente quente, com máximas de 28 °C e mínimas entre 18 °C e 17 °C, este é o período chuvoso na região. O inverno é ameno (frio para os padrões nordestinos) e seco, com mínimas de 14 °C e máximas de 23 °C. A pluviosidade média anual é de 730 milímetros (mm). As "chuvas de neblina" ou de "inverno", como são chamadas, concentram-se no período de maio a setembro, já "as chuvas das águas" ou "de verão" (mais intensas e fortes) ficam concentradas nos extremos do ano.
Segundo dados da estação do Instituto Nacional de Meteorologia (INMET) de Vitória da Conquista, que opera na Universidade Estadual do Sudoeste da Bahia (UESB) desde 1975, os recordes de menor e maior temperatura do município são, respectivamente, de 5,1 °C em 29 de junho de 2022 e 36,9 °C em 2 de janeiro de 2016. O maior acumulado de precipitação em 24 horas alcançou 129,6 mm em 2 de dezembro de 1998. Outros acumulados iguais ou superiores a 100 mm foram: 106,2 mm em 25 de março de 2004, 105,6 mm em 4 de janeiro de 2008, 102,4 mm em 23 de março de 2004 e 100,9 mm em 25 de agosto de 1986. O recorde mensal é de 447,8 mm em pertence a dezembro de 1989, seguido pelos 400 mm em dezembro de 2021.
| Dados climatológicos para Vitória da Conquista (UESB) | Dados climatológicos para Vitória da Conquista (UESB) | Dados climatológicos para Vitória da Conquista (UESB) | Dados climatológicos para Vitória da Conquista (UESB) | Dados climatológicos para Vitória da Conquista (UESB) | Dados climatológicos para Vitória da Conquista (UESB) | Dados climatológicos para Vitória da Conquista (UESB) | Dados climatológicos para Vitória da Conquista (UESB) | Dados climatológicos para Vitória da Conquista (UESB) | Dados climatológicos para Vitória da Conquista (UESB) | Dados climatológicos para Vitória da Conquista (UESB) | Dados climatológicos para Vitória da Conquista (UESB) | Dados climatológicos para Vitória da Conquista (UESB) | Dados climatológicos para Vitória da Conquista (UESB) |
| Mês | Jan                                                   | Fev                                                   | Mar                                                   | Abr                                                   | Mai                                                   | Jun                                                   | Jul                                                   | Ago                                                   | Set                                                   | Out                                                   | Nov                                                   | Dez                                                   | Ano                                                   |
| --- | ----------------------------------------------------- | ----------------------------------------------------- | ----------------------------------------------------- | ----------------------------------------------------- | ----------------------------------------------------- | ----------------------------------------------------- | ----------------------------------------------------- | ----------------------------------------------------- | ----------------------------------------------------- | ----------------------------------------------------- | ----------------------------------------------------- | ----------------------------------------------------- | ----------------------------------------------------- |
| Temperatura máxima recorde (°C) | 36,9                                                  | 35                                                    | 34,8                                                  | 33,5                                                  | 32,6                                                  | 32,8                                                  | 30,9                                                  | 34,6                                                  | 34                                                    | 36,4                                                  | 35,9                                                  | 35,2                                                  | 36,9                                                  |
| Temperatura máxima média (°C) | 28,1                                                  | 28,6                                                  | 27,8                                                  | 26,4                                                  | 25,1                                                  | 23,2                                                  | 22,9                                                  | 23,8                                                  | 26                                                    | 27,5                                                  | 27,4                                                  | 27,6                                                  | 26,2                                                  |
| Temperatura média compensada (°C) | 22,3                                                  | 22,4                                                  | 22,1                                                  | 21                                                    | 19,8                                                  | 18                                                    | 17,5                                                  | 18                                                    | 19,6                                                  | 21,1                                                  | 21,7                                                  | 22,1                                                  | 20,5                                                  |
| Temperatura mínima média (°C) | 18,1                                                  | 17,9                                                  | 18,1                                                  | 17,5                                                  | 16,2                                                  | 14,5                                                  | 13,8                                                  | 13,8                                                  | 15                                                    | 16,2                                                  | 17,4                                                  | 17,9                                                  | 16,4                                                  |
| Temperatura mínima recorde (°C) | 11,3                                                  | 11,1                                                  | 11,1                                                  | 11,5                                                  | 7,4                                                   | 5,1                                                   | 6,2                                                   | 7,4                                                   | 7,3                                                   | 9,4                                                   | 10,1                                                  | 10,6                                                  | 5,1                                                   |
| Precipitação (mm) | 96,3                                                  | 76,6                                                  | 97,5                                                  | 53,8                                                  | 24,9                                                  | 25,3                                                  | 28                                                    | 19                                                    | 19,4                                                  | 42,8                                                  | 127,8                                                 | 117,5                                                 | 728,9                                                 |
| Dias com precipitação | 8                                                     | 7                                                     | 9                                                     | 7                                                     | 6                                                     | 7                                                     | 8                                                     | 5                                                     | 4                                                     | 5                                                     | 9                                                     | 9                                                     | 84                                                    |
| Umidade relativa compensada (%) | 76,9                                                  | 77                                                    | 79,6                                                  | 81,7                                                  | 83,1                                                  | 83,9                                                  | 83,4                                                  | 80,2                                                  | 75,7                                                  | 74,1                                                  | 78,1                                                  | 77,5                                                  | 79,3                                                  |
| Insolação (h) | 213,4                                                 | 194,3                                                 | 206,1                                                 | 190                                                   | 180,6                                                 | 163,9                                                 | 182,5                                                 | 198,7                                                 | 209,7                                                 | 211,8                                                 | 169,2                                                 | 189,9                                                 | 2 310,1                                               |
| Fonte: INMET (médias de temperatura: normal climatológica de 1981-2010; precipitação, umidade e horas de sol: normal 1991-2020; recordes de temperatura: 11/12/1975-presente) |                                                       |                                                       |                                                       |                                                       |                                                       |                                                       |                                                       |                                                       |                                                       |                                                       |                                                       |                                                       |                                                       |

### Vegetação
O município de Vitória da Conquista caracteriza-se por apresentar uma vegetação muito heterogênea, com áreas que podem ser visivelmente identificadas por suas características em comum. O município é considerado uma área de transição ecológica entre região úmida e semiárida. Na parte ocidental da cidade observam-se extratos de Caatinga, bioma característico da região semiárida. Na direção oeste, por sua vez, se encontra predominância de vegetação arbustiva e herbácea, com grandes áreas de solo exposto; enquanto que ao extremo norte a região é caracteristicamente seca. Nos limites do município pode-se encontrar uma vegetação característica de mata de cipó, fator que favorece o desenvolvimento de atividades humanas. É possível notar uma concentração na região central do planalto de uma vegetação de porte médio, influência direta do clima sub-úmido.

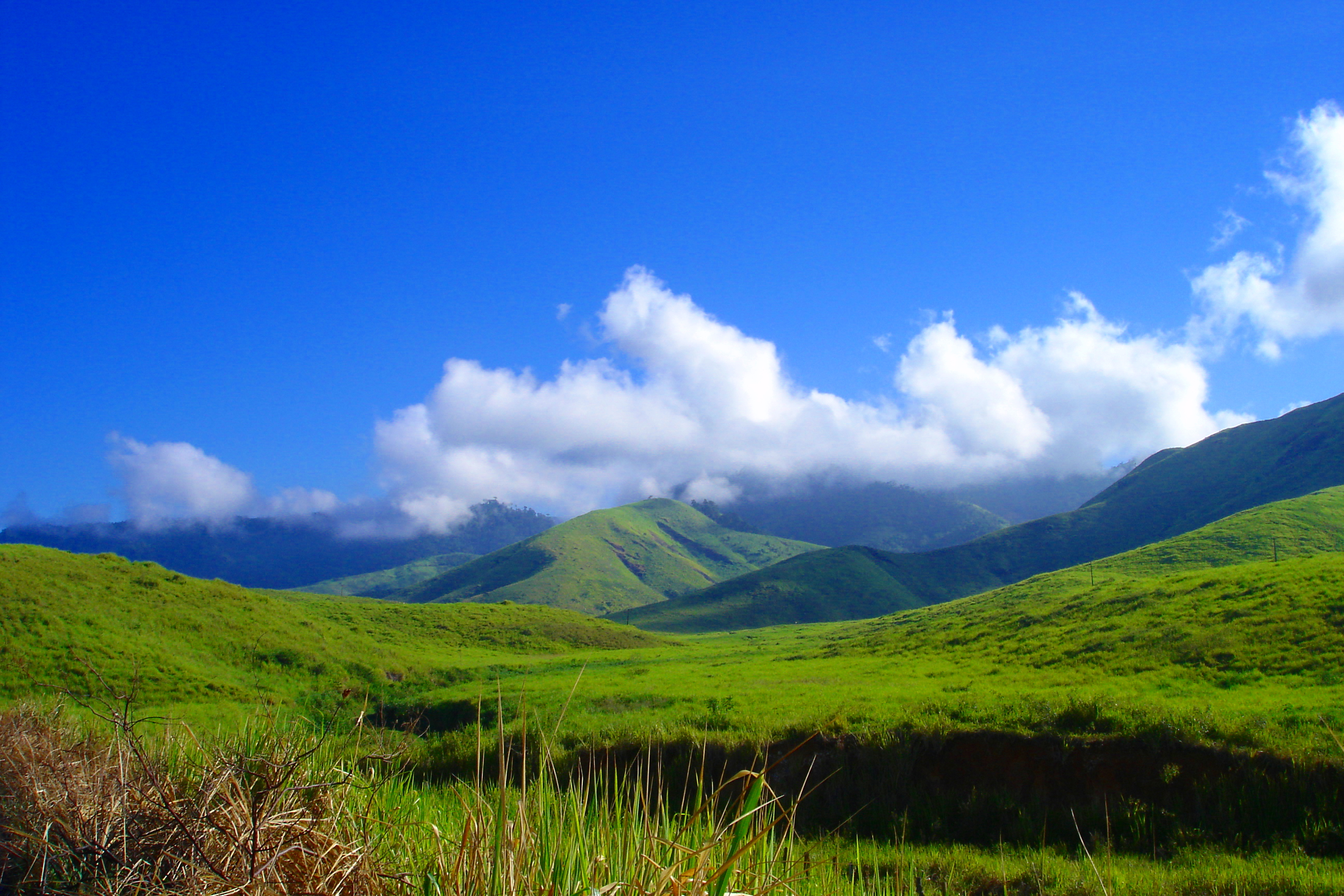
Serra do Marçal

O engenheiro agrônomo Francisco D'Albuquerque distribui a vegetação da região de Vitória da Conquista, seguindo-se do interior para o litoral, em faixas:
Faixa A - Caatinga ou cobertura acatingada. Abrange uma pequena parte ao noroeste do município na divisa com Anagé no sertão Vegetação típica de áreas com deficiências hídricas acentuadas, incompatíveis com a cafeicultura. Seus solos são em geral rasos, pedregosos e acidentados.
Faixa B - Carrasco, também conhecido como "campos gerais" ou cerrado. É uma vegetação baixa, mais aberta, típica de terra muito pobre e seca. Encontra-se geralmente no espigão divisor das vertentes marítimas continentais a altitudes da ordem de 1.000m ou mais, em solos arenosos. Essa faixa é considerada inapta à cafeicultura e é encontrada em sua maior parte, após a serra do Periperi ao norte do município.
Faixa C - Mata de Cipó. Esta cobertura parece ser a predominante no platô. Vem em geral logo abaixo do carrasco. É uma vegetação alta, fechada com muitas lianas, ou cipós, epífitas (orquídeas) e musgos (barba de mono). Encontram-se muitas madeiras de lei, como pau-de-leite, jacarandá, angico, etc. Também farinha-seca, ipê (pau-d'arco) são frequentes. Como vegetação secundária é abundante: corona, cipó-de-anta, pitiá, caiçara, avelone, bem como capim corrente ou barra-do-choça, além dos amargoso e tricoline.
Faixa D - Mata-de-Larga. É a vegetação que predomina logo abaixo da Mata-de-Cipó. Muitas vezes aparece em transição com essa. A Mata-de-Larga é mais baixa e mais aberta que a de Cipó. Apresenta muita samambaia, sapé, capim Andrequicé e muitas leguminosas. São também encontradas muitas palmeiras, planta que falta na Mata-de-Cipó. As áreas de Mata-de-Larga são mais úmidas. A vegetação secundária e a relva resultante é mais verde na estação seca que na Mata-de-Cipó. A cafeicultura deve encontrar condições climáticas satisfatórias em terras de Mata-de-Larga. A maior disponibilidade hídrica deve reduzir os problemas com incidência de ferrugem. Praticamente esta vegetação encontra-se toda a sudeste da Rio-Bahia.
Faixas E e F - Mata Fria e Mata Fluvial Úmida. São as vegetações que aparecem nas bordas e nas escarpas sudeste do platô, logo depois da Mata-de-Larga. São áreas úmidas que estão sob influência das correntes aéreas frias e úmidas vindas do oceano. Os invernos são muito sujeitos a frequentes e prolongados nevoeiros. Em plena estação seca… a vegetação herbácea se mantém inteiramente verde. A mata não apresenta praticamente nenhuma madeira de lei. Predomina a madeira branca.

#### Centro de Triagem de Animais Silvestres em Vitória da Conquista
Implantado em 2000, é uma unidade de referência, tanto no estado, quanto fora dele, em razão da qualidade dos trabalhos prestados para a preservação da biodiversidade. Com sede no Parque Municipal da Serra do Periperi, o Cetas tem por objetivo recepcionar e recuperar animais silvestres apreendidos pela fiscalização ambiental e destiná-los ao seu habitat. Desde a sua criação, o CETAS tem cumprido um papel relevante na preservação e no povoamento da fauna nativa regional e nacional, reduzindo o alto índice de mortalidade de animais durante o tráfico e contribuindo para a construção de uma consciência preservacionista e para o desenvolvimento de estudos e pesquisas de diversas instituições.

#### Horto Florestal Vilma Dias
O Horto Florestal Vilma Dias (antigo açude da cidade) é um espaço arborizado, localizado às margens do rio Verruga, no espaço urbano de Vitória da Conquista.

Visão noturna de parte da cidade de Vitória da Conquista

## Subdivisões

### Distritos
Na divisão geográfica dos distritos, a distribuição é feita da seguinte forma:
Vitória da Conquista (sede), Bate Pé, Cabeceira da Jibóia, Cercadinho, Dantelândia, Iguá, Inhobim, José Gonçalves, Pradoso, São João da Vitória, São Sebastião e Veredinha.

## Demografia
A população de Vitória da Conquista é de 370 879 habitantes, segundo o Censo 2022 do IBGE, sendo o terceiro município mais populoso do estado da Bahia.
Etnias
| Cor      | Percentagem |
| -------- | ----------- |
| Parda    | 56,8%       |
| Branca   | 32,4%       |
| Negra    | 10,1%       |
| Amarelo  | 0,4%        |
| Indígena | 0,1%        |

## Infraestrutura

### Transportes

#### Transporte urbano
O terminal de ônibus urbanos de Vitória da Conquista está estrategicamente localizado nas proximidades da principal área comercial da cidade, ao lado de uma das maiores feiras do Nordeste. Por ali passam, diariamente, cerca de 40 mil pessoas e a sua presença onde está é considerada fundamental para manter a atividade comercial naquela região. Foi construído em 1984, mas recebeu uma grande reforma que se iniciou em 29 de março de 2020 e foi inaugurado em junho de 2021, recebendo o nome de Estação Herzem Gusmão.

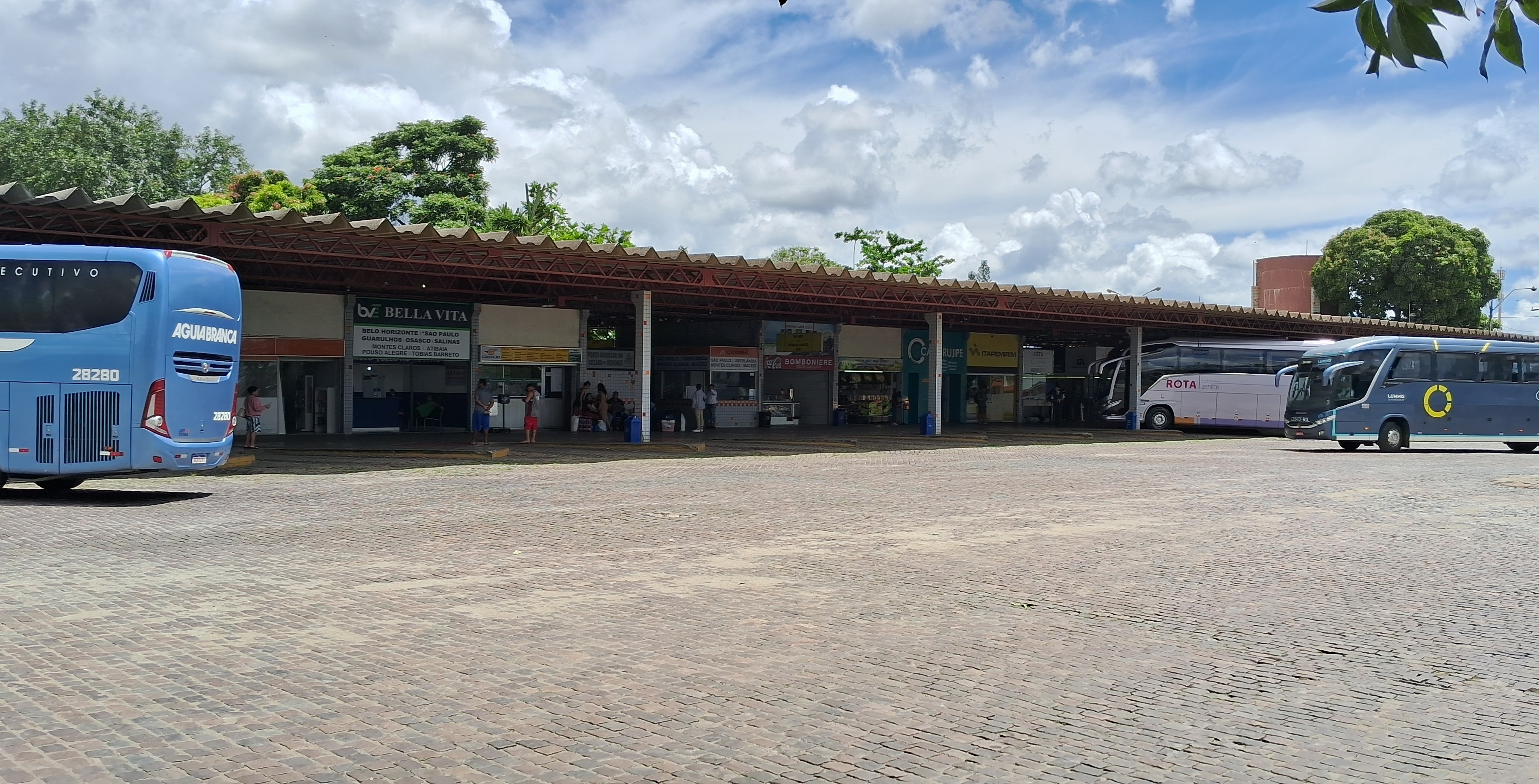
Terminal Rodoviário de Vitória da Conquista
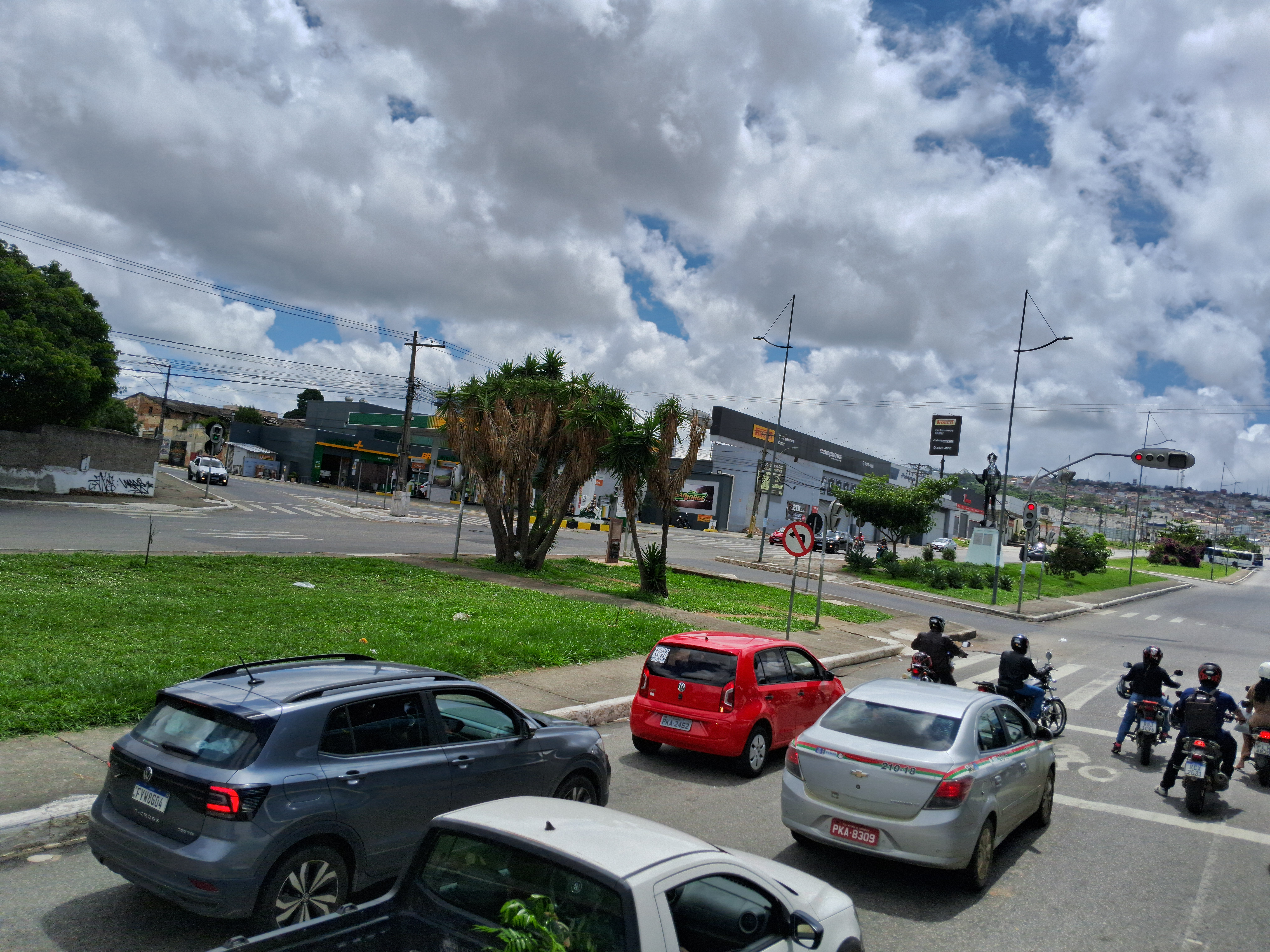
Rod. Santos Dumont, na cidade de Vitória da Conquista, com trânsito de veículos e motocicletas
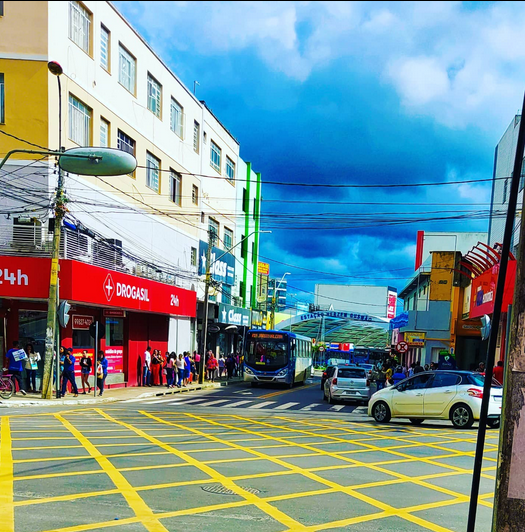
Centro de Vitória da Conquista com a Estação Herzem Gusmão ao fundo

### Saneamento básico
A cidade é abastecida pelas Barragens de Água Fria I e II, localizadas no município de Barra do Choça, no entanto, em tempos de longas estiagens, essas barragens não garantem o abastecimento regular, levando a longos racionamentos realizados pela empresa responsável pelo abastecimento de água (EMBASA).
Racionamento no abastecimento de água ocorreu ao longo do anos de 2015 e 2016 por conta da escassez de chuvas na região onde ficam localizadas as barragens de Água Fria I e II. Dessa forma, em maio de 2016, a Empresa Baiana de Águas e Saneamento (EMBASA) deu início o racionamento de água mais longo na cidade, dando fim ao mesmo em julho de 2017, após o atingimento de 100% da capacidade de armazenamento de água das barragens.
Divulgada como a solução para o abastecimento de água em Vitória da Conquista, no sudoeste Baiano, a Barragem do Catolé, em Barra do Choça, na mesma região, sairá do papel. Entre o projeto executivo e a construção da obra foi estimado o prazo de 33 meses, conforme contrato de R$ 130,8 milhões anunciado em 19 de maio de 2018 no Diário Oficial do Estado. Segundo o informe, quem fará os trabalhos é a construtora OAS que venceu a licitação feita no modelo regime diferenciado de contratação presencial. Os recursos sairão dos cofres do Estado e da União.

### Complexo de Escuta Protegida
Vitória da Conquista tem um espaço voltado para a proteção e o cuidado das crianças ou adolescentes vítimas ou testemunhas de violência. O município é o primeiro do país a cumprir a Lei nº. 13431/2017, com a inauguração de um Complexo de Escuta Protegida. O projeto foi implantado em parceria com a Childhood Brasil, organização criada pela Rainha Sílvia da Suécia, situação que rendeu a visita da rainha juntamente com o rei Carlos XVI Gustavo ao município em 8 de novembro de 2022.

## Patrimônios

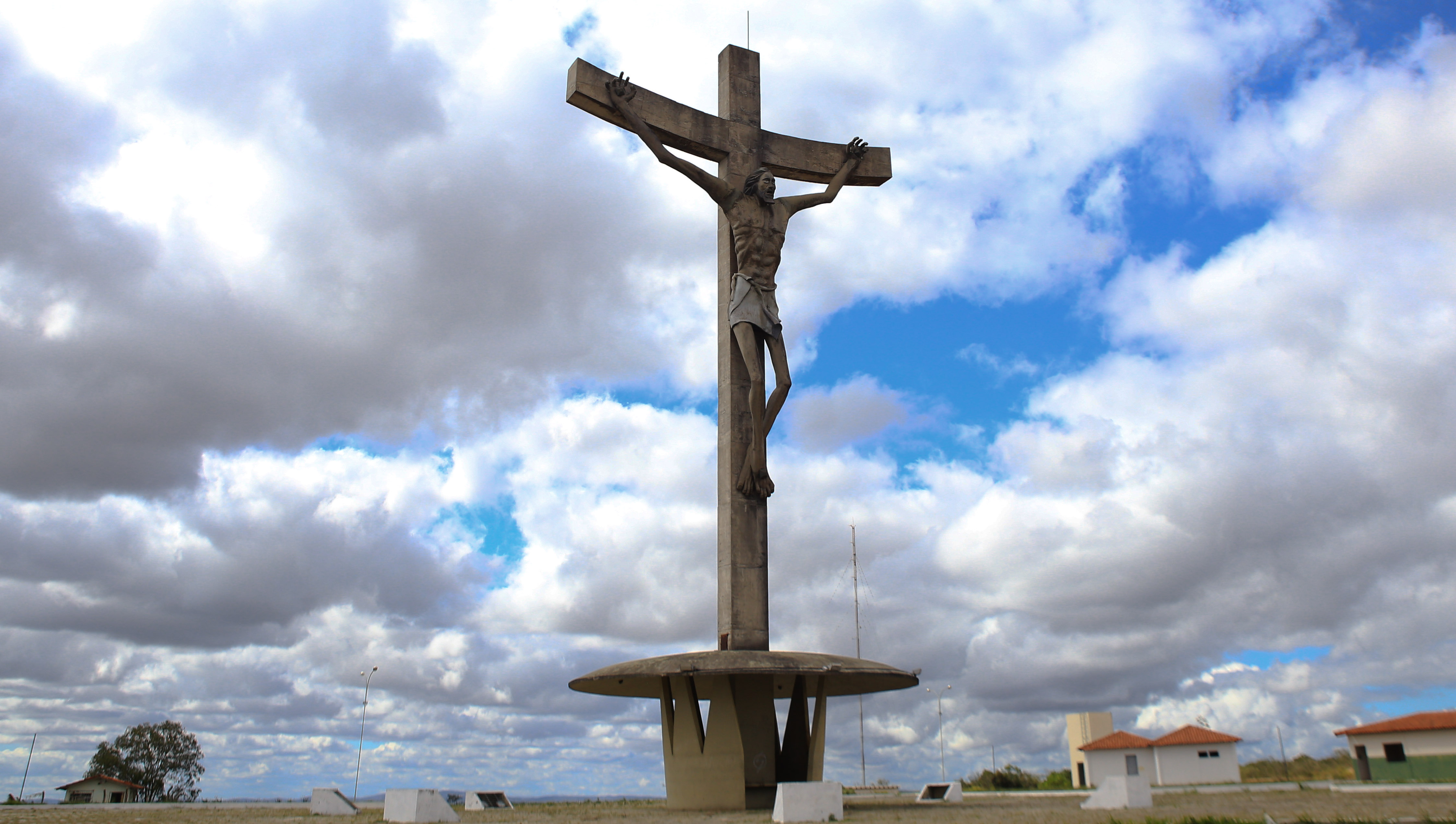
Cristo Crucificado de Mário Cravo

A cidade detém o Cristo Crucificado da Serra do Peripiri, de Mário Cravo, executada entre os anos de 1980 e 1983, com as feições do homem sertanejo, sofrido e esfomeado, medindo 15 metros de altura por 12 de largura, a Reserva Florestal do Poço Escuro e o Parque municipal da Serra do Periperi, onde se encontra a espécie endêmica Melocactus conoideus.
O Museu da História Política, Casa de Régis Pacheco, contém um acervo de quadros com todos os políticos que governaram a cidade desde a sua emancipação, além de mostrar a arquitetura preservada da metade do século XX.

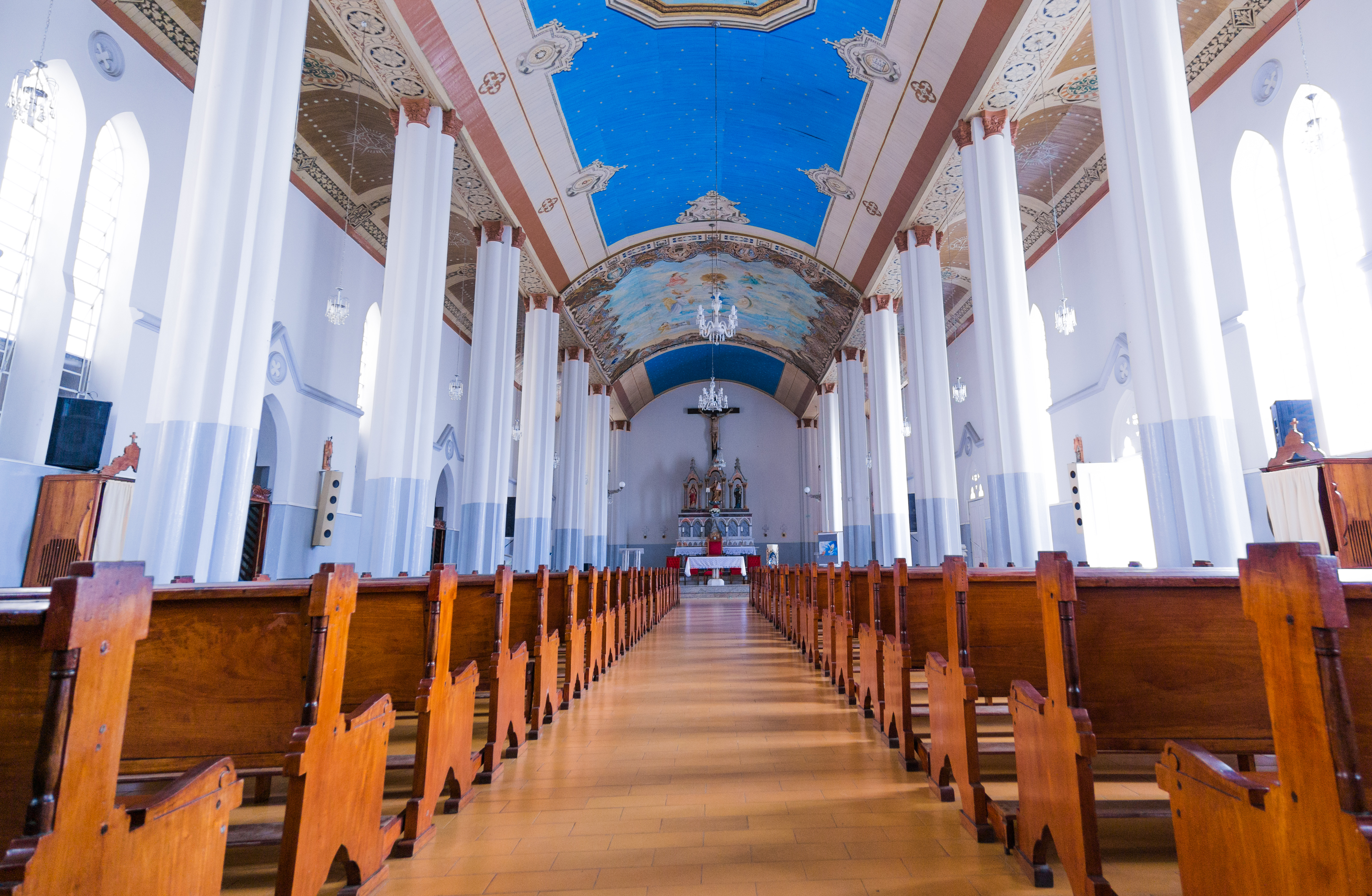
Arquidiocese de Vitória da Conquista

Dos vários monumentos, destacam-se: Monumento Getúlio Vargas, Monumento aos Bandeirantes, Monumentos aos dez Mandamentos, Monumento aos Imigrantes,  Monumento aos Ex-Pracinhas da Segunda Guerra Mundial, o Monumento ao Príncipe Maximiliano, o Monumento ao Índio, o Monumento da Bíblia Sagrada, o Monumento às Águas, o Monumento aos Mortos e Desaparecidos Políticos da Bahia no período do regime militar instalado em 1964, localizado no Jardim das Borboletas (Praça Tancredo Neves) e o Monumento a Jacy Flores.
Este último monumento, além da vida da homenageada, a primeira mulher comerciante legalmente estabelecida em Vitória da Conquista, descendente do casal fundador do Arraial da Conquista, Josefa e João Gonçalves da Costa, relata também a ligação histórica entre Vitória da Conquista, na Bahia e Chaves em Trás os Montes, com trabalhos em faiança portuguesa, representando o brasão de cada uma destas duas cidades. Fazem parte ainda deste conjunto mais de vinte árvores de Pau Brasil, plantadas em 10 de fevereiro de 2004, data da inauguração, representando os índios (moradores primitivos), os colonos e os os atuais moradores.

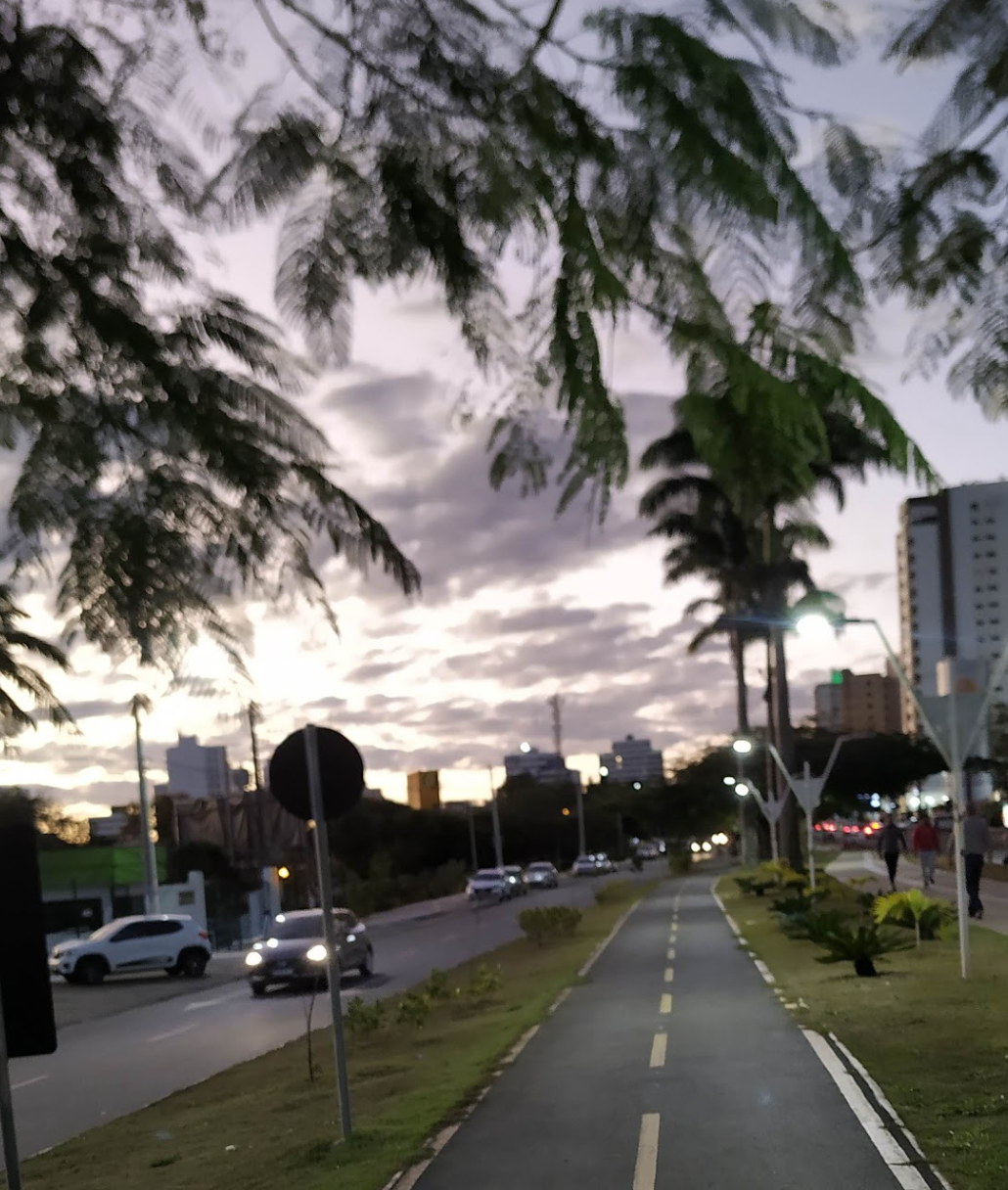
Fim de tarde na Avenida Olívia Flores, uma das mais movimentadas da cidade

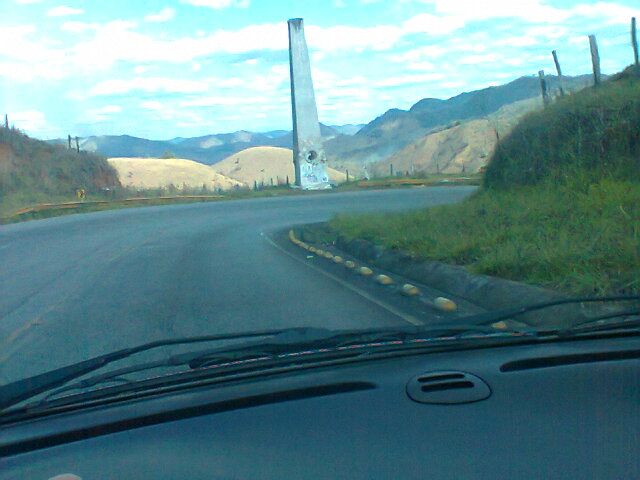
Serra do Marçal, Vitória da Conquista

### Parques municipais e rios
Entre os atrativos turísticos da cidade, encontra-se o "Poço Escuro", uma reserva florestal sob administração do poder público, com diversas trilhas e flora e fauna preservadas perto da BR 415. Onde se encontra o Caminho de Santiago do Piripiri localizado na Serra do Peripiri, inicia no Ibc-Capinal e finaliza no Poço Escuro, foi implantado pelos Peregrinos do Caminho de Santiago de Compostela, a Abacs, e representando um dia andando neste caminho na Espanha.[carece de fontes?]

### Esporte

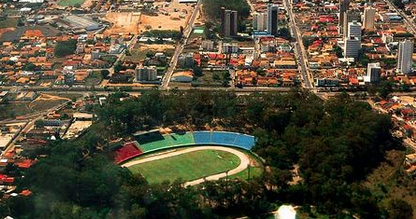
Estádio Lomanto Júnior

A cidade detém o Estádio Lomanto Junior, é considerado um dos mais bonitos e arborizados da Bahia, pois é localizado em meio a um bosque, e é também utilizado para o desempenho de diversas atividades físicas, como corrida e atletismo.. Sua capacidade atual é de 11.538 espectadores, e tem como principal mandante o ECPP Vitória da Conquista e anteriormente antiga equipe Serrano Sport Club, outra praça esportiva é Estádio Edivaldo Flores. O futebol da cidade participa do Campeonato Baiano de Futebol - Segunda Divisão.

### Personalidades
- Baianos naturais de Vitória da Conquista
- Lista de prefeitos de Vitória da Conquista
- Lista de vereadores de Vitória da Conquista

### Secretarias e Órgãos
- Complexo de Escuta Protegida de Vitória da Conquista
- Câmara Municipal de Vitória da Conquista